# PowerBook 550c
Le PowerBook 550c est un ordinateur portable d'Apple. Sorti un an après le PowerBook 540c et dernier PowerBook de la série 500, il ne fut commercialisé qu'au Japon. Ses différences par rapport au 540c sont un écran plus grand (qui atteint 10,4", toujours à matrice active), un microprocesseur Motorola 68040 au lieu d'un Motorola 68LC040, et un disque dur plus gros.

## Caractéristiques
- Microprocesseur : Motorola 68040 32 bits cadencé à 33 MHz
- bus système 32 bits à 33 MHz
- mémoire cache : 8 Kio de niveau 1
- mémoire morte : 2 Mio
- mémoire vive : 12 Mio, extensible à 36 Mio
- écran LCD 10,4" à matrice active
- résolutions supportées :
  - 640 × 400 en 16 bits (milliers de couleurs)
  - 640 × 480 en 8 bits (256 couleurs)
- mémoire vidéo : 512 Kio de VRAM pour écran externe
- résolutions supportées (sur écran externe) :
  - 512 × 384 en 8 bits
  - 640 × 480 en 8 bits
  - 800 × 600 en 8 bits
  - 832 × 624 en 8 bits
- disque dur SCSI de 750 Mo
- lecteur de disquette 3,5" 1,44 Mo
- slots d'extension :
  - 1 connecteur mémoire spécifique (PB 5xx) de type SRAM (vitesse minimale : 70 ns)
  - emplacement modem (port propriétaire)
- connectique :
  - 1 port SCSI (HDI-30)
  - 1 port série (Mini Din-8)
  - 1 port ADB
  - 1 port Ethernet AAUI-15
  - sortie vidéo mini-15
  - sortie son : mono 16 bits
  - entrée son : mono 16 bits
- haut-parleur stéréo intégré
- microphone intégré
- 2 batteries NiMH lui assurant environ 3h30 d'autonomie
- dimensions : 5,8 × 29,2 × 24,6 cm
- poids : 3,3 kg
- consommation : 40 W
- systèmes supportés : Système 7.5 à Mac OS 8.1